# 蒙特拉韋勒岩
蒙特拉韋勒岩（英語：Montravel Rock）是南極洲的岩石，位於特里尼蒂半島西北岸，處於雷格皮爾角西北面20公里，在1838年2月由法國探險隊發現，現時由南極條約體系管理。